# Sebastiania
Sebastiania es un género de plantas fanerógamas de la familia Euphorbiaceae, que incluye cerca de 100 especies. Son arbustos propios de áreas tropicales y cálidas. Es originario de Sudamérica.

## Taxonomía
El género fue descrito por Curt Polycarp Joachim Sprengel y publicado en Neue Entdeckungen im Ganzen Umfang der Pflanzenkunde 2: 118, pl. 3. 1820[1821]. La especie tipo es: Colliguaja odorifera Molina	

## Especies seleccionadas
- Sebastiania alpina
- Sebastiania brasiliensis
- Sebastiania commersoniana
- Sebastiania crenulata
- Sebastiania fasciculata
- Sebastiania fruticosa
- Sebastiania howardiana
- Sebastiania huallagensis
- Sebastiania ligustrina
- Sebastiania palmeri
- Sebastiania pavoniana
- Sebastiania schottiana
- Sebastiania spicata